# Danh sách cầu thủ tham dự Giải vô địch bóng đá Đông Á 2003
Đây là các đội hình tham dự Cúp bóng đá Đông Á 2003 ở Nhật Bản. Mỗi đội hình có 23 cầu thủ, trong đó có 3 thủ môn.

## Trung Quốc
Huấn luyện viên:  Arie Haan
| Số | Vt | Cầu thủ              | Ngày sinh (tuổi)            | Số trận | Câu lạc bộ                   |
| -- | -- | -------------------- | --------------------------- | ------- | ---------------------------- |
| 1  | TM | Liu Yunfei           | 8 tháng 5, 1979 (24 tuổi)   |         | Tianjin Taida                |
| 2  | HV | Xu Yunlong           | 17 tháng 2, 1979 (24 tuổi)  |         | Beijing Hyundai              |
| 3  | TV | Xiao Zhanbo          | 22 tháng 7, 1975 (28 tuổi)  |         | Qingdao Beilaite             |
| 4  | HV | Li Weifeng (Captain) | 1 tháng 12, 1978 (25 tuổi)  |         | Shenzhen Jianlibao           |
| 5  | HV | Ji Mingyi            | 15 tháng 12, 1980 (22 tuổi) |         | Dalian Shide                 |
| 6  | TV | Zheng Zhi            | 20 tháng 8, 1980 (23 tuổi)  |         | Shenzhen Jianlibao           |
| 7  | TV | Sun Jihai            | 30 tháng 9, 1977 (26 tuổi)  |         | Manchester City              |
| 8  | TV | Zhao Junzhe          | 19 tháng 4, 1979 (24 tuổi)  |         | Liaoning Polarsun Automobile |
| 9  | TĐ | Hao Haidong          | 25 tháng 8, 1970 (33 tuổi)  |         | Dalian Shide                 |
| 10 | TV | Zhou Haibin          | 19 tháng 7, 1985 (18 tuổi)  |         | Shandong Luneng              |
| 11 | TĐ | Li Yi                | 2 tháng 6, 1979 (24 tuổi)   |         | Shenzhen Jianlibao           |
| 12 | HV | Zhang Yaokun         | 17 tháng 4, 1981 (22 tuổi)  |         | Dalian Shide                 |
| 13 | TM | Han Wenhai           | 28 tháng 1, 1971 (32 tuổi)  |         | Shenyang Jinde               |
| 14 | TV | Liu Jindong          | 9 tháng 12, 1981 (21 tuổi)  |         | Shandong Luneng              |
| 15 | HV | Du Wei               | 9 tháng 2, 1982 (21 tuổi)   |         | Shanghai Shenhua             |
| 16 | TV | Zhao Xuri            | 3 tháng 12, 1985 (18 tuổi)  |         | Sichuan Guancheng            |
| 17 | TV | Zhou Ting            | 5 tháng 2, 1979 (24 tuổi)   |         | Yunnan Hongta                |
| 18 | TĐ | Zhang Shuo           | 17 tháng 9, 1983 (20 tuổi)  |         | Tianjin Taida                |
| 19 | TĐ | Zheng Bin            | 4 tháng 7, 1977 (26 tuổi)   |         | Shenzhen Jianlibao           |
| 20 | HV | Wei Xin              | 18 tháng 4, 1977 (26 tuổi)  |         | Chongqing Lifan              |
| 21 | TĐ | Du Ping              | 28 tháng 2, 1978 (25 tuổi)  |         | Shenyang Jinde               |
| 22 | TĐ | Yang Chen            | 17 tháng 1, 1974 (29 tuổi)  |         | Shenzhen Jianlibao           |
| 23 | TM | Li Jian              | 9 tháng 12, 1977 (25 tuổi)  |         | Chongqing Lifan              |

## Hồng Kông
Huấn luyện viên:  Lai Sun Cheung
| Số | Vt | Cầu thủ               | Ngày sinh (tuổi)            | Số trận | Câu lạc bộ         |
| -- | -- | --------------------- | --------------------------- | ------- | ------------------ |
| 1  | TM | Chan Ka Ki            | 25 tháng 4, 1979 (24 tuổi)  |         | Sun Hei            |
| 2  | HV | Leung Chi Wing        | 29 tháng 4, 1978 (25 tuổi)  |         | Sun Hei            |
| 3  | TV | Man Pei Tak           | 16 tháng 2, 1982 (21 tuổi)  |         | Buler Rangers      |
| 4  | TV | Sham Kwok Keung       | 10 tháng 9, 1985 (18 tuổi)  |         | Happy Valley       |
| 5  | HV | Lai Kai Cheuk         | 5 tháng 7, 1977 (26 tuổi)   |         | Happy Valley       |
| 6  | TV | Lau Chi Keung         | 7 tháng 1, 1977 (26 tuổi)   |         | Sun Hei            |
| 7  | TV | Law Chun Bong         | 25 tháng 1, 1981 (22 tuổi)  |         | Sun Hei            |
| 8  | TV | Cheung Sai Ho         | 27 tháng 8, 1975 (28 tuổi)  |         | Happy Valley       |
| 9  | TĐ | Chan Ho Man           | 14 tháng 5, 1980 (23 tuổi)  |         | Sun Hei            |
| 10 | TV | Tam Wai Kwok          | 15 tháng 3, 1977 (26 tuổi)  |         | South China        |
| 11 | TV | Kwok Yue Hung         | 28 tháng 2, 1975 (28 tuổi)  |         | Happy Valley       |
| 12 | TV | Wong Chun Yue         | 28 tháng 1, 1978 (25 tuổi)  |         | Sun Hei            |
| 13 | HV | Szeto Man Chun        | 5 tháng 6, 1975 (28 tuổi)   |         | South China        |
| 14 | HV | Lo Chi Kwan           | 18 tháng 3, 1981 (22 tuổi)  |         | Sun Hei            |
| 15 | HV | Chan Wai Ho           | 24 tháng 4, 1982 (21 tuổi)  |         | Buler Rangers      |
| 16 | HV | Luk Koon Pong         | 1 tháng 8, 1978 (25 tuổi)   |         | South China        |
| 17 | TM | Goldbert Chi Chiu     | 1 tháng 8, 1981 (22 tuổi)   |         | Buler Rangers      |
| 18 | HV | Lee Wai Man (Captain) | 18 tháng 8, 1973 (30 tuổi)  |         | Happy Valley       |
| 19 | TM | Fan Chun Yip          | 1 tháng 5, 1976 (27 tuổi)   |         | Happy Valley       |
| 20 | HV | Poon Yiu Cheuk        | 19 tháng 9, 1977 (26 tuổi)  |         | Happy Valley       |
| 21 | TĐ | Lawrence Akandu       | 10 tháng 12, 1974 (28 tuổi) |         | Happy Valley       |
| 22 | HV | Ng Wai Chiu           | 22 tháng 10, 1981 (22 tuổi) |         | Guangzhou Xiangxue |

## Nhật Bản
Huấn luyện viên:  Zico
| Số | Vt | Cầu thủ                      | Ngày sinh (tuổi)           | Số trận | Câu lạc bộ           |
| -- | -- | ---------------------------- | -------------------------- | ------- | -------------------- |
| 1  | TM | Seigo Narazaki               | 15 tháng 4, 1976 (27 tuổi) |         | Nagoya Grampus Eight |
| 2  | HV | Nobuhisa Yamada              | 10 tháng 9, 1975 (28 tuổi) |         | Urawa Reds           |
| 3  | HV | Keisuke Tsuboi               | 16 tháng 9, 1979 (24 tuổi) |         | Urawa Reds           |
| 4  | HV | Teruyuki Moniwa              | 8 tháng 9, 1981 (22 tuổi)  |         | FC Tokyo             |
| 5  | HV | Tsuneyasu Miyamoto (Captain) | 7 tháng 2, 1977 (26 tuổi)  |         | Gamba Osaka          |
| 6  | HV | Atsuhiro Miura               | 24 tháng 6, 1974 (29 tuổi) |         | Tokyo Verdy          |
| 7  | TV | Naohiro Ishikawa             | 12 tháng 5, 1981 (22 tuổi) |         | FC Tokyo             |
| 8  | TV | Mitsuo Ogasawara             | 5 tháng 4, 1979 (24 tuổi)  |         | Kashima Antlers      |
| 9  | TĐ | Tatsuhiko Kubo               | 18 tháng 6, 1976 (27 tuổi) |         | Yokohama F. Marinos  |
| 10 | TV | Toshiya Fujita               | 4 tháng 10, 1971 (32 tuổi) |         | Jubilo Iwata         |
| 11 | TĐ | Teruaki Kurobe               | 6 tháng 3, 1978 (25 tuổi)  |         | Kyoto Purple Sanga   |
| 12 | TM | Ryota Tsuzuki                | 18 tháng 4, 1978 (25 tuổi) |         | Urawa Reds           |
| 13 | TĐ | Masashi Motoyama             | 20 tháng 6, 1979 (24 tuổi) |         | Kashima Antlers      |
| 14 | HV | Alex                         | 20 tháng 7, 1977 (26 tuổi) |         | Shimizu S-Pulse      |
| 15 | TV | Takashi Fukunishi            | 1 tháng 9, 1976 (27 tuổi)  |         | Jubilo Iwata         |
| 16 | TV | Daisuke Oku                  | 7 tháng 2, 1976 (27 tuổi)  |         | Yokohama F. Marinos  |
| 17 | TV | Takuya Yamada                | 24 tháng 8, 1974 (29 tuổi) |         | Tokyo Verdy          |
| 18 | TV | Yuki Abe                     | 6 tháng 9, 1981 (22 tuổi)  |         | JEF United Ichihara  |
| 19 | TV | Yasuhito Endo                | 28 tháng 1, 1980 (23 tuổi) |         | Gamba Osaka          |
| 20 | TĐ | Yoshito Okubo                | 9 tháng 6, 1982 (21 tuổi)  |         | Cerezo Osaka         |
| 21 | HV | Akira Kaji                   | 13 tháng 1, 1980 (23 tuổi) |         | FC Tokyo             |
| 22 | HV | Yuji Nakazawa                | 25 tháng 2, 1978 (25 tuổi) |         | Yokohama F. Marinos  |
| 23 | TM | Yoichi Doi                   | 25 tháng 7, 1973 (30 tuổi) |         | FC Tokyo             |

## Hàn Quốc
Huấn luyện viên:  Humberto Coelho
| Số | Vt | Cầu thủ                 | Ngày sinh (tuổi)            | Số trận | Câu lạc bộ              |
| -- | -- | ----------------------- | --------------------------- | ------- | ----------------------- |
| 1  | TM | Lee Woon-Jae            | 26 tháng 4, 1973 (30 tuổi)  |         | Suwon Samsung Bluewings |
| 2  | TV | Hyun Young-Min          | 25 tháng 12, 1979 (23 tuổi) |         | Ulsan Hyundai Horang-i  |
| 3  | TV | Chun Jae-Ho             | 8 tháng 8, 1979 (24 tuổi)   |         | Seongnam Ilhwa Chunma   |
| 4  | HV | Choi Jin-Cheul          | 26 tháng 3, 1971 (32 tuổi)  |         | Chonbuk Hyundai Motors  |
| 5  | HV | Kim Hyun-Soo            | 13 tháng 3, 1973 (30 tuổi)  |         | Seongnam Ilhwa Chunma   |
| 6  | HV | Yoo Sang-Chul (Captain) | 18 tháng 10, 1971 (32 tuổi) |         | Yokohama F. Marinos     |
| 7  | HV | Kim Tae-Young           | 8 tháng 11, 1970 (33 tuổi)  |         | Chunnam Dragons         |
| 8  | TV | Choi Won-Kwon           | 8 tháng 11, 1981 (22 tuổi)  |         | Anyang LG Cheetahs      |
| 9  | TĐ | Kim Do-Hoon             | 21 tháng 7, 1970 (33 tuổi)  |         | Seongnam Ilhwa Chunma   |
| 10 | TĐ | Lee Kwan-Woo            | 25 tháng 2, 1978 (25 tuổi)  |         | Daejeon Citizen         |
| 11 | TĐ | Choi Yong-Soo           | 10 tháng 9, 1973 (30 tuổi)  |         | JEF United Ichihara     |
| 12 | TV | Kim Dong-Jin            | 29 tháng 1, 1982 (21 tuổi)  |         | Anyang LG Cheetahs      |
| 13 | HV | Lee Eul-Yong            | 8 tháng 9, 1975 (28 tuổi)   |         | Anyang LG Cheetahs      |
| 14 | TĐ | Kim Eun-Jung            | 8 tháng 4, 1979 (24 tuổi)   |         | Vegalta Sendai          |
| 15 | HV | Park Jae-hong           | 10 tháng 11, 1978 (25 tuổi) |         | Chonbuk Hyundai Motors  |
| 16 | TĐ | Chung Kyung-ho          | 22 tháng 5, 1980 (23 tuổi)  |         | Ulsan Hyundai Horang-i  |
| 18 | TĐ | Kim Dae-Eui             | 30 tháng 5, 1974 (29 tuổi)  |         | Seongnam Ilhwa Chunma   |
| 19 | TĐ | Ahn Jung-Hwan           | 27 tháng 1, 1976 (27 tuổi)  |         | Shimizu S-Pulse         |
| 20 | TĐ | Kim Do-Heon             | 14 tháng 7, 1982 (21 tuổi)  |         | Suwon Samsung Bluewings |
| 21 | TM | Kim Yong-Dae            | 11 tháng 10, 1979 (24 tuổi) |         | Busan I'Cons            |
| 22 | HV | Cho Se-Kwon             | 26 tháng 6, 1978 (25 tuổi)  |         | Ulsan Hyundai Horang-i  |
| 23 | TM | Kim Hae-Woon            | 25 tháng 12, 1973 (29 tuổi) |         | Seongnam Ilhwa Chunma   |